# Otokar Fischer
Otokar Fischer (Kolín, 20 maggio 1883 – Praga, 12 marzo 1938) è stato un poeta e critico letterario ceco.

## Biografia
Docente e poi titolare di germanistica all'Università di Praga, Fischer fu autore di numerosi volumi sulla poesia e di saggi sul teatro di traduzione dei maggiori rappresentanti della cultura europea che ebbero notevole influenza sul teatro e sulla letteratura d'avanguardia.
Oltre a un libretto per Karlstejn di Vitezslav Novák e a numerosi adattamenti, scrisse anche alcuni drammi, tra cui Gli schiavi.

## Opere
- Il cespuglio ardente
- Estate
- Ultime poesie